# Стругница
Стругница — река на юге Архангельской области России, правый приток Заячьей (приток реки Кокшеньги). Протекает в Устьянском районе.
Название от диал. струга — «омут, колдобина в реке, которая летом пересыхает».
Площадь бассейна — 8,03 км². Лесистость бассейна реки — 76 %, по 7 % площади относятся к луговым угодьям и крутым склонам, 2 % распахано. Расход воды в межень составляет 13,3 л/с, модуль стока — 1,7 л/(с·км²).
В верховьях реки смешанный лес с преобладанием березы и ели. Устьевой участок реки граничит с суходольными лугами по склонам холмов, на нём развиваются низинные болота. На 2015 год в долине реки у устья произрастет «остров» лиственного леса площадью 0,5 га и возрастом 50 лет.
В устье реки высокая плотность гнездования большого кроншнепа, занесенного в Красную книгу России. На реке несколько раз отмечался серый журавль, занесенный в Красную книгу Архангельской области. В прилежащем лесном массиве отмечена ушастая сова.
Река протекает по территории дендрария Ленкинпарк. На правом берегу реки находится деревня Зубаревская (Погорелка), а на левом — деревня Заячевская (Костинская). Деревни связаны между собой просёлочной дорогой с бродом через реку.